# Lewisova teorija kislin in baz
Lewisova kislina je molekularna entiteta (in ustrezna kemijska vrsta), ki je akceptor (prejemnik) elektronskega para in zato sposobna reagirati z Lewisovo bazo, pri čemer nastane Lewisov adukt. 
Lewisova baza je molekularna entiteta (in ustrezna kemijska vrsta), ki je donor (darovalec) elektronskega para in zato sposobna reagirati z Lewisovo kislino, pri čemer nastane Lewisov adukt. Primer:
Me3B  + :NH3 → Me3B-—NH+
3
Lewisova kislina + Lewisova baza → Lewisov adukt
V aduktu si kislina in baza delita elektronski par, ki ga je donirala Lewisova baza. Naziva Lewisova kislina in Lewisova baza se običajno opredeljujeta v okviru specifične kemijske reakcije glede na to, kdo je darovalec in kdo prejemnik elektronskega para.
Takšno definicijo kislin in baz je leta 1923 postavil ameriški kemik Gilbert Newton Lewis.

## Zapisovanje aduktov
V mnogih virih je interakcija med Lewisovo bazo in Lewisovo kislino v kompleksu zapisana s puščico, ki označuje, v katero smer je prešel elektronski par, na primer Me3B←NH3. V nekaterih virih se adukt zapisuje z vmesnim dvopičjem, ki označuje donirani elektronski par, na primer Me3B:NH3. Namesto dvopičja se uporablja tudi pika, na primer Me3B•NH3, podobno kot se v kristalih zapisuje kristalna voda, na primer CuSO4•5H2O. Na splošno se donorsko-akceptorska vez obravnava kot preprost kontinuum nekje med idealizirano kovalentno vezjo in ionsko vezjo.

## Primeri
Klasično je izraz »Lewisova kislina« omejen na trikotne ploske  kemijske vrste s prazno p orbitalo s splošno formulo BR3, v kateri je R lahko organska substituenta ali halid. Kot trikotne ploske  Lewisove kisline se obravnavajo tudi kompleksi kot je Et3Al2Cl3 in AlCl3. Kovinski ioni, kot so Na+, Mg2+ in Ce3+, ki so vedno kompleksno vezani z dodatnimi ligandi, so pogosto viri koordinatno nenasičenih derivatov, ki po reakciji z Lewisovo bazo tvorijo Lewisove adukte. Druge reakcije se obravnavajo preprosto kot »kislinsko katalizirane reakcije«. Nekatere spojine, kakršna je na primer voda (H2O), so lahko Lewisove kisline in Lewisove baze, saj lahko, odvisno od reakcije, bodisi sprejmejo ali oddajo par elektronov.
Lewisove kisline so raznolike. Najenostavnejše so tiste, ki neposredno reagirajo z Lewisovimi bazami. Bolj pogoste so take, ki pred tvorbo adukta opravijo kakšno kemijsko reakcijo.
Med Lewisove kisline, ki so definirane kot prejemniki elektronskega para, spadajo:
- proton (H+) in kisle spojine onijevih ionov kot sta NH+
4 in H
3O+
,
- kovinski kationi kot sta Li+ li Mg2+, ki sta pogosto kompleksno vezana z vodo ali etri,
- trikotne ploske kemijske vrste, na primer BF3 in karbokationi H3C+,
- pentahalidi fosforja, arzena in antimona in
- elektronsko siromašni π sistemi, kakršni so enoni in tetracianoetileni.

Poudariti je treba, da se pojem Lewisove kisline pogosto uporablja zelo ohlapno, saj na primer prosti protoni v raztopinah ne obstajajo. 

### Enostavne Lewisove kisline
Najbolj preučeni primeri enostavnih Lewisovih kislin so borovi trihalidi in organoborani, vendar se enako obnašajo tudi druge spojine:
BF3 + F− → BF−
4
V tem aduktu so vsi štirje flouridni centri, natančneje ligandi, enakovredni.
BF3 + OMe2 → BF3OMe2
BF−
4 in BF3OMe2 sta adukta Lewisove baze in borovega trifluorida.
V mnogo primerih adukti kršijo pravilo okteta. Takšen je na primer trijodidni anion:
I2 + I− → I−
3
Raznolikost barv raztopin joda odraža široke zmožnosti topila, da tvori adukte z Lewisovo kislino I2.
V nekaterih primerih so Lewisove kisline zmožne vezati dve Lewisovi bazi. Takšen primer je tvorjenje heksafluorosilikata:
SiF4 + 2 F− → SiF2−
6

### Kompleksne Lewisove kisline
Večina spojin, ki se uvrščajo med Lewisove kisline, se mora pred tvorjenjem adukta z Lewisovo bazo aktivirati. Takšni so na primer aluminijevi trihalidi, ki se na splošno obravnavajo kot Lewisove kisline. Aluminijevi trihalidi v nasprotju z borovimi trihalidi ne obstajajo v obliki AlX3, ampak kot skupki in polimeri, ki morajo pred reakcijo z Lewisovo bazo razpasti. Enostavnejši primer je tvorjenje aduktov borana. Monomerni boran (BH3) ne obstaja v upoštevanja vrednih količinah, zato njegovi adukti nastanejo šele po razpadu diborana (B2H6):
B2H6 + 2 H− → 2 BH−
4
V tej reakciji se lahko izolira vmesni produkt B2H−
7.
Mnogo kovinskih kompleksov služi kot Lewisove kisline, vendar pogosto šele po disociaciji bolj šibke vezi Lewisove baze, pogosto vode:
[Mg(H2O)6]2+  +  6 NH3   →   [Mg(NH3)6]2+  + 6 H2O

### H+kot Lewisova kislina
H+ ioni se tradicionalno, vendar ne dosledno, obravnavajo kot protoni.  Proton je ena od najmočnejših in hkrati ena od najbolj zapletenih Lewisovih kislin. Po dogovoru se pri njem spregleda, da je močno solvatiran, se pravi vezan na topilo. S to poenostavitvijo se na kislinsko-bazične reakcije  lahko gleda kot na tvorbo aduktov:
H+ + NH3 → NH+
4
H+ + OH− → H2O

### Uporaba Lewisovih kislin
Značilen primer delovanja Lewisove kisline je Friedel–Craftsovo alkiliranje, v katerem na primer FeCl3 od klora na R-Cl prejme elektronski par in tvori FeCl−
4 in močno kisel, se pravi elektrofilen, karbonijev ion:

## Lewisove baze
Lewisova baza je molekularna entiteta, v kateri je najvišja zasedena molekularna orbitala (HOMO) zelo lokalizirana. Tipične Lewisove baze so amini, na primer amonijak, in alkilamini. Mednje spadajo tudi piridin in njegovi derivati. Najpomembnejši razredi Lewisovih baz so:
- amini s kemijsko formulo NH3−xRx, v kateri je R = alkil ali aril; njim sorodni so piridin in piridinovi derivati,
- fosfini s kemijsko formulo PR3−xAx, v kateri je R = alkil ali aril,
- spojine kisika, žvepla, selena in telurja v oksidacijskem stanju 2+, vključno z vodo, etri in ketoni.

Najpogostejše Lewisove baze so anioni. Moč Lewisove bazičnosti je soodnosna s pKa starševske kisline: kisline z velikimi PKa dajejo dobre Lewisove baze. Kot običajno ima šibka kislina močnejšo konjugirano bazo.  
Lewisove baze, ki temeljijo na splošni definiciji doniranja elektronskega para, so:
- enostavni anioni, kot sta H- in F-,
- druge entitete, ki imajo prost elektronski par, na primer H2O, NH3, HO– in CH–
3,
- kompleksni anioni, na primer sulfat (SO2–
4), in
- z elektroni bogati π sistemi, na primer etin, eten in benzen.

Moč Lewisovih baz je bila ovrednotena za razne Lewisove kisline, kot so I2, SbCl5 in  BF3.
| Reakcijske entalpije nekaterih Lewisovih baz z BF3 | Reakcijske entalpije nekaterih Lewisovih baz z BF3 | Reakcijske entalpije nekaterih Lewisovih baz z BF3 |
| Lewisova baza                                      | Donorski atom                                      | Entalpija kompleksiranja (kJ/mol)                  |
| -------------------------------------------------- | -------------------------------------------------- | -------------------------------------------------- |
| Trietilamin                                        | N                                                  | 135                                                |
| Kinuklidin                                         | N                                                  | 150                                                |
| Piridin                                            | N                                                  | 128                                                |
| Acetonitril                                        | N                                                  | 60                                                 |
| Dietileter                                         | O                                                  | 78,8                                               |
| Tetrahidrofuran                                    | O                                                  | 90,4                                               |
| Aceton                                             | O                                                  | 76,0                                               |
| Etilacetat                                         | O                                                  | 75,5                                               |
| Dimetilacetamid                                    | O                                                  | 112                                                |
| Dimetil sulfoksid                                  | O                                                  | 105                                                |
| Tetrahidrotiofen                                   | S                                                  | 51,6                                               |
| PMe3                                               | P                                                  | 97,3                                               |

### Uporaba Lewisovih baz
Skoraj vse donorje elektronskih parov, ki tvorijo spojine s prehodnimi elementi, je mogoče obravnavati kot Lewisove baze ali kot ligande. Tako široka uporabnost Lewisovih baz omogoča  spreminjanje aktivnosti in selektivnosti kovinskih katalizatorjev. Kiralne Lewisove baze prenesejo svojo kiralnost na katalizatorje, kar omogoča asimetrično katalizo, ki je uporabna zlasti za sintezo zdravil.
Mnogo Lewisovih baz ima več aktivnih mest, zato lahko tvorijo več vezi z Lewisovimi kislinami. Takšne Lewisove kisline se imenujejo kelatorji.

## Razvrščanje na močne in šibke kisline in baze
Lewisove kisline in baze se pogosto razvršča glede na njihovo jakost ali šibkost. Jakost v tem smislu pomeni majhne in nepolarizabilne atome, medtem ko šibkost pomeni večje in bolj polarizabilne atome.
- Tipične močne kisline so H+, kationi alkalijskih in zemljoalkalijskih kovin, borani in Zn2+.
- Tipične šibke kisline so: Ag+, Mo(0), Ni(0) in Pt2+.
- Tipične močne baze so: amonijak in amini, voda, karboksilati, fluorid in klorid.
- Tipične šibke baze so: organofosfini, tioetri, ogljikov monoksid in jodid.

Amin bo kot močna baza na primer iz adukta s kislino BF3 izpodrinil fosfin.  Baze, ki donirajo elektronski par s kisikovega atoma, so močnejše od baz, ki donirajo elektronski par z dušikovega atoma. Četudi razvrščanje še nikoli ni bilo kvantificirano, je dokazano zelo uporabno za napovedovanje obstojnosti nastalega kompleksa. 
- Interakcije med močno kislino in močno bazo so močnejše od interakcij med močno kislino in šibko bazo ali šibko kislino in močno bazo.
- Interakcije med šibko kislino in šibko bazo so močnejše od interakcij med močno kislino in šibko bazo ali šibo kislino in močno bazo.

Zadnje raziskave termodinamike interakcij kažejo, da je v interakcijah močno-močno favorizirana entalpija, v interakcijah šibko-šibko pa entropija.

### Zgodovina
Avtor tega koncepta kislin in baz je Gilbert Newton Lewis, ki je študiral nastajanje kemijske vezi. Leta 1923 je napisal: »Kislina je tista snov, ki lahko od druge snovi sprejme prost elektronski par, s katerim dopolni in stabilizira elektronsko strukturo na enem od svojih atomov«. Isto leto je bila objavljena tudi Brønsted–Lowryjeva teorija kislin in baz. Teoriji se razlikujeta in hkrati dopolnjujeta: Lewisova baza je tudi Brønsted-Lowryjeva baza, za Lewisovo kislino pa to ne velja vedno. Leta 1963 je sledilo razvrščanje na močne in šibke kisline in baze. 
Jakost interakcij med Lewisovimi kislinami in bazami, merjena s standardno tvorbeno entalpijo aduktov, se lahko predvidi z  Drago–Waylandovo enačbo z dvema parametroma:
A(g) + :B(g) A:B(g)
-ΔHrº(AB) = EAEB + CACB
EA, EB, CA in CB so  Drago–Waylandovi parametri.

### Preoblikovanje Lewisove teorije
Lewis je leta 1916 predpostavil, da si atoma, ki sta povezana s kemijsko vezjo, delita elektronski par. Vez, v kateri vsak od njiju prispeva po en elektron, je imenoval kovalentna vez. Vez, za katero oba elektrona prispeva en sam atom, je imenoval dativna kovalentna vez ali koordinatna vez. Razlika med njima ni ostro začrtana, saj na primer pri tvorjenju amonijevega iona iz amonijaka in H+ molekula amonijaka donira protonu svoj elektronski par. Lewis je kljub temu predlagal, da se donor elektronskega para klasificira kot baza, prejemnik elektronskega para pa kot kislina.
Po bolj sodobni definiciji je Lewisova kislina je atomska ali molekularna entiteta z lokalizirano prazno atomsko ali molekularno orbitalo z nizko energijo. Elektronski par lahko sprejme energijsko najnižja molekularna orbitala (LUMO). 

### Primerjava z Brønsted–Lowryjevo teorijo
Lewisove baze so pogosto tudi Brønsted–Lowryjeve baze, ker lahko donirajo elektronski par H+, ki je Lewisova kislina, ker lahko elektronski par sprejme. Konjugirana baza Brønsted–Lowryjeve kisline je tudi Lewisova baza, ker po odcepitvi H+ iz kisline obdrži elektrona, ki sta tvorila vez A-H. Četudi je Lewisovo bazo zelo težko protonirati, še vedno reagira z Lewisovo kislino. Takšen primer je ogljikov monoksid, ki je zelo šibka Brønsted–Lowryjeva baza, a kljub temu tvori močna adukta z BF3.
V drugi primerjavi Lewisove in Bronsted-Lowryjeve kislosti, ki sta jo naredila Brown in Kanner, 2,6-di-t-butilpiridin reagira s klorovodikovo kislino in tvori hidrokloridno sol, z BF3 pa ne reagira. Ta primer kaže, da imajo v interakcijah med masivnim 2,6-di-t-butilpiridinom in drobnim protonom poleg vplivov elektronske konfiguracije pomembno vlogo tudi sterični dejavniki.
Brønsted–Lowryjeva kislina je donor protona in ne akceptor elektronskega para.